# تامبوفسکی (شهرستان کامنسکی، سرزمین آلتای)
تامبوفسکی (به لاتین: Tambovsky) یک منطقهٔ مسکونی در روسیه است که در سرزمین آلتای واقع شده‌است.